# Melaenornis
Melaenornis és un gènere d'ocells de la família dels muscicàpids (Muscicapidae).

## Taxonomia
Segons la Classificació del Congrés Ornitològic Internacional (versió 11.2, juliol 2021) aquest gènere està format per dotze espècies.
- Melaenornis annamarulae - Papamosques de Libèria.
- Melaenornis ardesiacus - Papamosques ullgroc.
- Melaenornis brunneus - Papamosques d'Angola.
- Melaenornis chocolatinus - Papamosques xocolata.
- Melaenornis edolioides - Papamosques negre septentrional.
- Melaenornis fischeri - Papamosques ullblanc.
- Melaenornis infuscatus - Papamosques bru.
- Melaenornis mariquensis - Papamosques del Marico
- Melaenornis microrhynchus - Papamosques beccurt
- Melaenornis pallidus - Papamosques pàl·lid
- Melaenornis pammelaina - Papamosques negre meridional.
- Melaenornis silens - Papamosques fiscal.

Els resultats d'un estudi filogenètic molecular publicat el 2010 van conduir a una reorganització de la família dels muscicàpids en què les quatre espècies del gènere Bradornis, l'única espècie de Sigelus (S. Silens) i les espècies de Dioprornis (D. brunneus; D. chocolatinus i D. fischeri) es van fusionar a Melaenornis.
Tanmateix, el Handook of the Birds of the World i la quarta versió de la BirdLife International Checklist of the birds of the world (desembre 2019), comptarien 10 espècies, però seguint un altre criteri taxonòmic, amb les següents divergències:
- Dues espècies (M. microrhynchus i M. mariquensis) encara estarien inclosos en el gènere Bradornis, el qual va ser declarat obsolet pel Congrés Ornitològic Internacional COI.
- Dues espècies (M. pallidus i M. infuscatus) estarien inclosos en el gènere Agricola, el qual no és reconegut pel Congrés Ornitològic Internacional.
- Una espècie del gènere Empidornis, el papamosques argentat (E. semipartitus) es considera dins del gènere Melaenornis (M. semipartitus).
- Una espècie del gènere Namibornis, el papamosques herero (N. herero) es considera dins del gènere Melaenornis (M. herero).